# 裘樟鑫
裘樟鑫（1938年3月—2020年1月7日），男，浙江嵊县人，中国语文教育工作者，中学高级教师，政治人物。浙江省嘉兴市政协原副主席。

## 生平
1938年出生于嵊县崇仁镇。1954年毕业于崇仁中学，1957年毕业于湘湖师范学校，1961年毕业于杭州大学中文系古典文学专业。1961年9月至1971年1月，在浙江省教育厅师范处、高教局、办公室工作。1971年1月至1981年3月，在海盐县教办、文教局工作。1981年3月至1983年8月，在嘉兴市教育局教研室工作。长期从事中学语文教学研究工作和社会活动。
1983年3月加入中国民主促进会。此后历任嘉兴市教委中小学组负责人，市教育学会副秘书长、教研室教研员，浙江省教育科学研究所兼职研究员等职。是浙江省政协第六、七、八届委员，嘉兴市政协第三、四届副主席，中国民主促进会嘉兴市委员会第一届副主任委员，第二、三、四届主任委员，第五届名誉主任委员。
2020年1月7日在嘉兴逝世。

## 出版物
笔名章新。专著有论文集《教育科研四十春》等。编著有《初中作文百题》《小学生童话寓言故事选》《中学生童话寓言选》《中学生作文精彩片断及词语手册》《中专生、职高生作文分类辞典》《初中作文构思实例辞典》《中考话题作文实例辞典》《小学阅读辞典》《高中现代文阅读辞典》《高中文言文阅读辞典》《职业高中阅读辞典》等中学教育书籍，《农村地名诗歌》《农村地名传说故事》《新农村歌谣集锦》《新农村谜语集锦》《新农村对联集锦》《佛教诗词楹联选》等文化类书籍。